# Hugo Keenan
Hugo Keenan (Dublino, 18 giugno 1996) è un rugbista a 15 irlandese, che gioca come estremo nel Leinster.

## Biografia
Formatosi nelle giovanili del Blackrock College, entrò nel 2016 nelle giovanili del Leinster, franchigia con cui, nello stesso anno, debuttò da professionista contro le Zebre in Pro12.
A livello internazionale fece parte della selezione di categoria che raggiunse la prima finale della sua storia al mondiale giovanile 2016.
Fece parte della selezione dell'Irlanda Seven che si qualificò alle Series 2019-20 e debuttò successivamente nella nazionale a XV contro l'Italia nel Sei Nazioni 2020, bagnando l'esoerdio con due mete.
Con l'Irlanda si è aggiudicato lo Slam nel Sei Nazioni 2023.

## Palmarès
- Pro14: 4
Leinster: 2017-18, 2018-19, 2019-20, 2020-21